# Wanamingo
Wanamingo is een plaats (city) in de Amerikaanse staat Minnesota, en valt bestuurlijk gezien onder Goodhue County.

## Demografie
Bij de volkstelling in 2000 werd het aantal inwoners vastgesteld op 1007.
In 2006 is het aantal inwoners door het United States Census Bureau geschat op 1055, een stijging van 48 (4,8%).

## Geografie
Volgens het United States Census Bureau beslaat de plaats een oppervlakte van
2,8 km², geheel bestaande uit land. Wanamingo ligt op ongeveer 360 m boven zeeniveau.

## Plaatsen in de nabije omgeving
De onderstaande figuur toont nabijgelegen plaatsen in een straal van 20 km rond Wanamingo.